# Сражение при Драгашанах
Сражение при Драгашанах — бой между отрядами «Филики Этерия» и войсками Османской империи, происшедший 7 (19) июня 1821 года в начале Греческой революции на территории Валахии (сегодняшней Румынии) у местечка Драгашаны (совр. Дрэгэшани).

## Предыстория
В 1814 году в Одессе было создано греческое тайное общество «Филики Этерия», целью которого было освобождение Греции от турецкого господства. В 1820 году руководство обществом принял Александр Ипсиланти, генерал русской армии и адъютант российского императора Александра I. 
В январе 1821 года, в связи с вспыхнувшим восстанием в Валахии, общество приняло решение направить отряды этеристов в придунайские княжества, начав там боевые действия против турок с целью продвижения на юг и организации восстаний в Греции и на Балканах. 21 февраля Василис Каравиас начал военные действия в городе Галац. 22 февраля Ипсиланти с группой этеристов перешел Прут и одновременно подал в отставку из российской армии. Он надеялся, что его действия заставят Российскую империю вмешаться, но 14 марта император Александр отказался от каких-либо отношений с ним. 23 марта отряд повстанцев вошёл в Плоешти, и в тот же день Константинопольский патриарх Григорий V предал Ипсиланти анафеме.
30 апреля турки, получив согласие императора России, ввели войска в Валахию и 2 мая заняли и сожгли Галац. 
В мае произошёл конфликт этеристов с руководителем валашских повстанцев Владимиреску, который в конечном итоге был арестован, подвергнут пыткам и убит греками. Убийство Владимиреску лишило этеристов поддержки валахов. Этеристы отошли к предгорьям Карпат и разбили лагерь у города Рымник, в 8 часах пути от Драгашан.

## Ход сражения
Основные силы турок двинулись через Бухарест на север. Одновременно из города Видин к реке Олт направился Дервиш-паша, имевший 4000 пехотинцев и 2000 всадников. Эта вторая колонна заняла четыре монастыря недалеко от Драгашан. Силы второй колонны были соизмеримы с силами этеристов (в общей сложности 5000 пехотинцев и 2000 всадников), и Ипсиланти принял решение сразиться с ней до того, как две турецких колонны соединятся.
3 июня Георгакис Олимпиос и Николай Ипсиланти со своим «Священным отрядом», состоящим из греческой студенческой молодёжи России, Австрии и Валахии, и тысячник Каравиас с 800 всадниками оставили Рымник и направились вдоль правого берега Олта к Драгашанам. Через два дня выступил и Ипсиланти с основными силами. Ввиду дождливой погоды только 6 июня отряды стали подходить к Драгашанам. Олимпиос расположился у холма, впереди него был «Священный отряд» и кавалеристы Каравиаса.
Ипсиланти расположился в трёх часах хода от них. Ипсиланти приказал не предпринимать действий без команды. 
На рассвете 7 июня командир передовых турецких частей Кара Феиз, обнаружив перед собой противника, стал готовить оборону в Драгашанах и жечь здания, мешающие обзору. 
В 10 утра Каравиас, отличавшийся легкомыслием, и будучи пьяным, решил, что турки уходят и потому жгут село, поэтому со своими кавалеристами атаковал монастырь Сербаништи. Турки, двинувшись со стороны трёх других монастырей, окружили и атаковали его, уничтожив 140 всадников Каравиаса.
Николай Ипсиланти, видя трагическое положение Каравиаса, собрал «Священный отряд», воины которого до того «собирали черешню, чтобы утолить голод», и быстрым маршем пошёл на выручку. Каравиас, получив помощь «Священного отряда», вырвался из окружения и ушёл с частью кавалеристов к холму. На поле боя остались только 300 пехотинцев «Священного отряда» с двумя орудиями и 200 кавалеристов.
Кара Феиз, видя, что отряд остался без прикрытия, бросил на него все силы. Первая атака турок была отбита. Молодёжь греческого отряда отказывалась сдаваться. Турецкая кавалерия рассекла каре на две части. 120 бойцам удалось вырваться к руслу сухого ручья, где они продолжили отчаянно отбиваться. В это время на выручку к ним подошёл Хоркас со своими 50 пандурами, Олимпиос и безымянный сербский архимандрит, дав возможность спастись остаткам «Священного отряда».
Турки взяли в плен 37 бойцов отряда и отправили их в Константинополь, где все они после пыток были обезглавлены.

## Последствия
Разношёрстная армия этеристов рассыпалась. 8 июня Ипсиланти издал последний приказ, украсив эпитетами своих соратников и почтив память только «Священного отряда»: «Вы же тени настоящих эллинов…». 13 июня Ипсиланти простился с Олимпиосом и направился к австрийской границе, в надежде через Триест добраться до Греции. Но австрийцы заключили его и товарищей в тюрьму, где они и пробыли до 1827 года. Вышел Ипсиланти из тюрьмы тяжело больным и умер через несколько недель.
17 июня «новый Леонид», Афанасиос Карпенисиотис, и его 400 соратников, отказавшись перейти на российский берег Прута, погибли в битве при Скулянах. Фармакис и Олимпиос продолжали воевать в княжествах до сентября. 5 сентября Олимпиос и его соратники взорвали себя и осаждавших их турок в монастыре Секку (см. Бой у монастыря Секку ). Яннакис Колокотронис с сотней бойцов пробился к Дунаю, переправился через него и прошёл с боями через Болгарию и Северную Грецию до полуострова Пелопоннес, подоспев на помощь своему родственнику Теодору Колокотронису, осаждавшему турок в Триполи (Осада Триполицы).
Хотя этеристам не удалось поднять восстание на Балканах, восстала только Греция, Драгашаны по существу стали первым боем кровопролитной войны греков за воссоздание своего государства.